# 新坝镇 (安康市)
新坝镇，是中华人民共和国陕西省安康市汉滨区一个已撤销的乡级行政区，2015年，陕西省民政厅批复同意撤销新坝镇，将其所辖的马泥、茶栈、高坪3个村划归大竹园镇，良田、东安、新坝、黄泥、群垭、碾坪、太行、劳武、庆丰9个村划归流水镇。